# My Colouring Book
My Colouring Book — сольный студийный альбом шведской певицы, солистки группы ABBA Агнеты Фэльтскуг, вышедший в апреле 2004 года. Всего было продано 500000 копий альбома во всем мире. На конец 2004 года 46,000 копий альбома было продано в Великобритании, а в Швеции, на родине Фэльтскуг, в первую неделю релиза было продано свыше 64,000 копий. My Colouring Book также достиг шестой позиции в немецком хит-параде в мае 2004 года.

## Список композиций
1. My Colouring Book
2. When You Walk In The Room
3. If I Thought You'd Ever Change Your Mind
4. Sealed With A Kiss
5. Love Me With All Your Heart
6. Fly Me To The Moon
7. Past, Present And Future
8. A Fool Am I
9. I Can't Reach Your Heart
10. Sometimes When I Am Dreaming
11. The End Of The World
12. Remember Me
13. What Now My Love

## Участники записи

##### Музыканты
Агнета Фельтског - ведущий вокал, бэк-вокал, вокальные аранжировки
Андерс Неглин - фортепиано Rhodes, фисгармония, дирижер, рояль, орган Hammond B3, клавишные, Кастаньеты, электрическое пианино Wurlitzer, орган Farfisa
Магнус Бенгтссон - гитары, акустическая гитара, мандолины
Лассе Велландер - акустическая гитара, гитары , электрогитара
Йохан Линдстрём -  Педальная слайд-гитара, омнихорд, орган Vox Jaguar
Дэн Стрёмквист - ударные, перкуссия, 
Йорген Стенберг – большой-барабан, дополнительная оркестровая перкуссия
Войтек Горал- тенор-саксофон, бас-кларнет, баритон-саксофон
Андерс Выборг- бас-тромбон
Пер Ларссон -  тромбон
Урбан Выборг - тромбон
Иоаким Агнас - труба
Лейф Линдвалл - труба
Йеспер Харрисон - гобой
Йохан Алин - валторна
Магнус Францен - валторна 
Кристиан Бергквист - скрипка
Йоханна Нюстрём - бэк вокал
Патрик Лундстрем — бэк-вокал
София Третов – бэк-вокал
Линда Ульвеус — бэк-вокал
Сара Дон Файнер – бэк-вокал
Бритта Бергстрем — бэк-вокал
Карл-Магнус Карлссон – бэк-вокал 

#### Производство
- Агнета Фельтског — продюсер
- Андерс Неглин — продюсер
- Дэн Стрёмквист — продюсер, аранжировки, инженер
- Янне Ханссон — инженер
- Алар Суурна — микширование
- Кристофер Станнов — мастеринг
- Джимми Бэкиус — обложка
- Дестрито — дизайн